# Lomo saltado
El lomo saltado es un plato típico de la gastronomía del Perú consistente en carne de res, arroz cocido y papas fritas. Es uno de los platos más consumidos popularmente en el Perú.

## Orígenes
Los registros datan de fines del siglo XIX, cuando se le conocía como «lomito de vaca», «lomito saltado» o «lomito a la chorrillana».
El plato tal como se definió en aquella época y se le conoce actualmente surge por la influencia de los chinos, contiene la sazón y la mezcla de la cocina criolla peruana con la oriental. La influencia asiática se demuestra por el uso de la técnica de cocción en sartén, ahora conocida como «lomo saltado». Hay variantes introducidas en este plato, porque dependiendo del gusto, se han reemplazado unos ingredientes por otros. Según explica la investigadora culinaria Gloria Hinostroza, la tardía creación de este plato se debe a que el costo de la carne de res era muy caro, entonces, se optaba por usar otros ingredientes. «Las primeras reses llegaron al Perú en 1538 y empezaron a venderse poco a poco hasta que el precio sea más módico. Es por esta razón que no hay muchos platos de la cocina peruana a base de este elemento», explica.
En un artículo de 2013, en el Huffington Post, el chef peruanobritánico Martín Morales calificó al lomo saltado como «uno de los platos más queridos del Perú» y «muestra la rica fusión de mundos antiguos y nuevos. Esta mezcla jugosa de carne de res, cebollas, los tomates, tiras de ají amarillo y la salsa de soya salteada en una sartén grande (o wok) es una de las muchas contribuciones que la inmigración china trajo a Perú». Explicó que «el lomo saltado es a veces conocido como un plato criollo; pero más conocido como un plato chinoperuano, un plato favorito de la cocina chifa. Estas son sus verdaderas raíces».

## Descripción
La palabra saltado hace referencia a salteado (salteado en otros países de habla hispana, del francés sautée, que significa 'saltar'), una técnica de cocina china ampliamente reconocida. Por lo tanto, los platos «saltados» son comúnmente conocidos en Perú por tener una influencia de la cocina china.
Se prepara con carne de res, cebolla morada, ají amarillo, vinagre tinto o blanco, tomate, condimentos,  sillao y un chorrito de pisco. Originalmente las papas que acompañaban el plato eran cocidas y no fritas.